# Grace Kamaʻikuʻi Young Rooke
Grace Kamaʻikuʻi Young Rooke (1808. – 1866.) bila je havajska plemkinja, teta i pomajka kraljice Eme.

## Životopis
Grace je rođena 1808. u Kawaihaeu. Njezini su roditelji bili John Young i Kaōanāeha. Odrastala je sa svojim sestrama, Fanny i Jane, te s bratom Johnom.
Njezin je prvi muž bio Keeaumoku II., a drugi Thomas Charles Byde Rooke, koji je bio liječnik.
Čini se da je Grace bila neplodna, a njezin je muž htio dijete. Odlučili su se za posvajanje putem stare havajske tradicije. Posvojili su svoju nećakinju Emu, koja je poslije postala kraljica.
Grace je umrla 26. srpnja 1866.